# Luisa Matilde Maria Bertani
Luisa Matilde Maria Bertani (Milano, 14 giugno 1996) è una sciatrice alpina italiana naturalizzata bulgara.

## Biografia
Gigantista pura originaria di Milano e attiva in gare FIS dal novembre del 2011, ha esordito in Coppa Europa il 15 dicembre 2016 ad Andalo (41ª) e in Coppa del Mondo il 28 ottobre 2017 a Sölden, senza qualificarsi per la seconda manche. Il 15 febbraio 2020 ha colto a Kranjska Gora i primi punti in Coppa del Mondo (24ª) e il 27 febbraio seguente ha conquistato a Krvavec il primo podio in Coppa Europa (3ª); dalla stagione 2022-2023 ha lasciato la nazionale italiana per passare a quella bulgara e ai Mondiali di Courchevel/Méribel 2023, sua prima presenza iridata, si è classificata 35ª nello slalom gigante, 44ª nello slalom speciale e non si è qualificata per la finale nel parallelo. Non ha preso parte a rassegne olimpiche.

## Palmarès

### Coppa del Mondo
- Miglior piazzamento in classifica generale: 113ª nel 2020

### Coppa Europa
- Miglior piazzamento in classifica generale: 44ª nel 2020
- 1 podio:
  - 1 terzo posto

### Campionati italiani
- 1 medaglia:
  - 1 bronzo (slalom gigante nel 2019)

### Campionati bulgari
- 4 medaglie:
  - 2 ori (slalom gigante nel 2023; slalom gigante nel 2024)
  - 2 argenti (slalom speciale nel 2023; slalom speciale nel 2024)

### Campionati italiani juniores
- 1 medaglia:
  - 1 bronzo (slalom gigante nel 2017)